# Krake (Schiff)
Die Krake mit der Kennung ZK 14 war ein niederländischer Blazer, den der deutsche Schriftsteller, Barde, Theaterschaffende und Reformpädagoge Martin Luserke erworben hatte. Er wird daher in der deutschsprachigen Literatur, in regionalen Museen, Bibliotheken, Archiven, Enzyklopädien sowie anlässlich von Vorträgen thematisiert. In den Häfen zwischen den westfriesischen Inseln und Rügen war die Krake in der zweiten Hälfte der 1930er Jahre als schwimmende Dichterwerkstatt bekannt, auf der sich stets eine größere Zahl überwiegend junger Leute zur Mitfahrt, zu Erzählungen und Lesungen einfand. Zu den aus heutiger Sicht prominenten Gästen an Bord zählten beispielsweise Heddy Pross-Weerth und Beate Uhse.

## Historie

### EbenhaëzerZK 14 (ex ZK 74)
Der niederländische Blazer Ebenhaëzer mit der Kennung ZK 14 (ex ZK 74) wurde von Betto und Maarten Bolt aus dem nordholländischen Zoutkamp (Schiffskennung ZK) betrieben. Der Name steht für die niederländische Schreibweise des biblischen Ortes Eben-Ezer (hebr. אבן העזר, Even HaʿEzer), an dem die Israeliten (hebr. בני ישראל Bnei Yisra'el) gegen die Philister (hebr. פְּלִשְׁתִּים, Plištim) kämpften. Zwischen 1911 und etwa dem Ende der 1920er Jahre fingen die Gebrüder Bolt insbesondere Garnelen, Muscheln, Schollen und in geringerem Umfang Heringe. Ihr Schiff wurde 1911 von einer niederländischen Werft auf Kiel gelegt. Seine genaue Herkunft und frühe Geschichte sind jedoch auch in seinem Heimathafen nicht dokumentiert.
Luserke, der bereits seit seiner Kinderzeit, konkret jedoch seit etwa 1929 mit dem Gedanken spielte, zur See zu gehen, hatte 1931 im ostfriesischen Leer das Steuermannspatent auf kleiner Fahrt gemacht. Als er das Schiff am 25. Februar 1934 zum Preis von 400 niederländischen Gulden in Zoutkamp erwarb, hatte es wohl bereits seit mehreren Jahren aufgelegen und war trotz seiner soliden Bauweise aus Eichenholz in einem teilweise maroden Zustand. Während der viertägigen Überführungsfahrt von Zoutkamp ins ostfriesische Oldersum brach die Kajüte zusammen.

### KrakeZK 14
Von der Werft in Oldersum ließ Luserke die künftige Krake umbauen, insgesamt restaurieren und zu einem bewohnbaren Schiff ausbauen. Es erhielt unter anderem erstmals ein Ruderhaus, auf dem Vorschiff ein erhöhtes Kabinendach, um unter Deck Stehhöhe zu erreichen, und einen neuen Deutz-Zweizylindermotor für Dieselrohöl. Die alte Kennung ZK 14, die auf den Heimathafen Zoutkamp verwies, beließ Luserke unverändert auf dem großen Gaffelsegel, während sie am Bug weiß überstrichen und durch den schwarzen Schriftzug Krake ersetzt wurde. Ausweislich der vorhandenen Fotos wurde der Name am Bug erst kleiner, später deutlich größer ausgeführt. Der Plattboden erhielt einen schwarzen Anstrich, Metallteile waren silberfarben.
Gemeinsam mit seinem anfänglich fünfzehnjährigen Sohn Dieter (1918–2005), der gemäß den Vorschriften der See-Berufsgenossenschaft zuerst als Decksjunge, dann als Jungmann, Leichtmatrose und schließlich als Matrose angeheuert hatte und in der Musterrolle verzeichnet war, befuhr er in den folgenden Jahren die flachen Küstengewässer der Nord- und Ostsee zwischen den niederländischen westfriesischen Inseln, den deutschen ostfriesischen und nordfriesischen Inseln, Dänemark, dem Süden Norwegens und Schwedens, Fehmarn, Hiddensee und Rügen, aber auch Kanäle, Flüsse, Ströme und Seen zwischen beiden Meeren. Sein Ziel war es, historische Seewege der Wikinger zu erkunden.
Bis Ende 1938 setzte Martin Luserke das Schiff als seine schwimmende Dichterwerkstatt ein und verwirklichte auf diese Weise einen Teil seiner Vorstellungen von einem relativ ungebundenen Leben an den nordischen Küsten und auf See. Auch ein professioneller Seemann namens Willms wurde zeitweise dafür angeheuert. Einschränkendes Hindernis dieser Segeltörns waren die Zoll- und Ausfuhrbestimmungen des Deutschen Reiches, nach denen jede Person der Schiffsbesatzung nur 10 Reichsmark in Münzen mitführen durfte. Die mussten für den gesamten Trip genügen, so dass die von Beginn an mitgeführte Zuteilung an Betriebsstoffen und der Proviant im Wesentlichen ausreichen mussten, natürlich ergänzt durch Fischfang für den Eigenbedarf. Als ein winterlicher Ankerplatz ist beispielsweise der Schweriner See überliefert.
Die erste Seefahrt mit nagelneuem Motor unter dem Namen Krake führte am Sonntag, dem 15. Juli 1934, von Oldersum nach Juist, von Luserke bis in den August 1934 als Heimathafen genutzt. Ab dem letzten Quartal 1934 wurde die Krake im Seeschifffahrtsregister Emden geführt, jedoch fälschlich als Tjalk. Zurückzuführen ist das möglicherweise auf die hinzugefügten Aufbauten, über die ein Blazer typischerweise nicht verfügt. Durch das Hinzufügen eines Ruderhauses wird aus einem Blazer jedoch keine Tjalk.
Im Jahr 1935 kam u. v. a. der österreichische Pressefotograf Lothar Rübelt an Bord der Krake und fertigte eine Reihe von Aufnahmen an, die teils veröffentlicht wurden. Bei den Weblinks dieses Artikels findet sich ein Verweis zu einem dieser Pressefotos, das Dieter Luserke 1935 an Bord der Krake am 13 Meter hohen Schiffsmast zeigt. Durch Homestories in überregionalen Zeitschriften, ausgelöst durch Luserkes erfolgreiche Buchveröffentlichungen, wurde die Krake vor allem im deutschen Sprachraum sehr bekannt.
Von der Stadt Emden war Luserke in besonderer Weise fasziniert. Zum Überwintern mietete er dort in der Nähe seiner Anlegestelle im Falderndelft eine Wohnung in der Beuljenstraße 4 an, die er mit seinem Sohn bewohnte, während das Schiff überholt wurde. Daher entstanden in Emden einige seiner literarischen Werke, die in den 1930er und 1940er Jahren zu Bestsellern wurden, darunter auch sein 1935 mit dem Literaturpreis der Reichshauptstadt Berlin prämierter Roman Hasko.
Ein ganz spezielles Verhältnis entwickelte Luserke jedoch zu seinem Werk Obadjah und die ZK 14, in das er das Schiff ebenso integrierte wie in weitere seiner Werke.
Ende 1938 legte Luserke unplanmäßig in Meldorf (Holstein) an und überwinterte dort, um sich dann gemäß eigener Aussage in einem NDR-Hörfunkinterview nach dem zweiten Überwintern 1940 fest dort anzusiedeln. Dort richtete er sich sein an eine Kajüte erinnerndes Arbeitszimmer als „Werkstatt“ ein und dekorierte es mit den Schnitzereien aus der Krake, deren Ankerlampe und dem einst am Schiffsmast bei besonderen Anlässen aufgezogenen Festtagswimpel. 1939 wurden aufgrund der Devisenknappheit des Deutschen Reiches die Zuteilungen von Betriebsstoffen und des für den Zoll verplombten Proviants für private Schiffe gesperrt. Dabei dürfte auch der in Aussicht genommene Kriegsbeginn eine Rolle gespielt haben, als die Küstenregionen vermint wurden, so dass die Aufgabe der Segeltörns gezwungenermaßen zustande kam.
Am 18. Juni 1944 wurde die Krake bei einem alliierten Bombenangriff auf der Werft in Hamburg-Finkenwerder durch Volltreffer vollständig zerstört.

## Bezeichnung

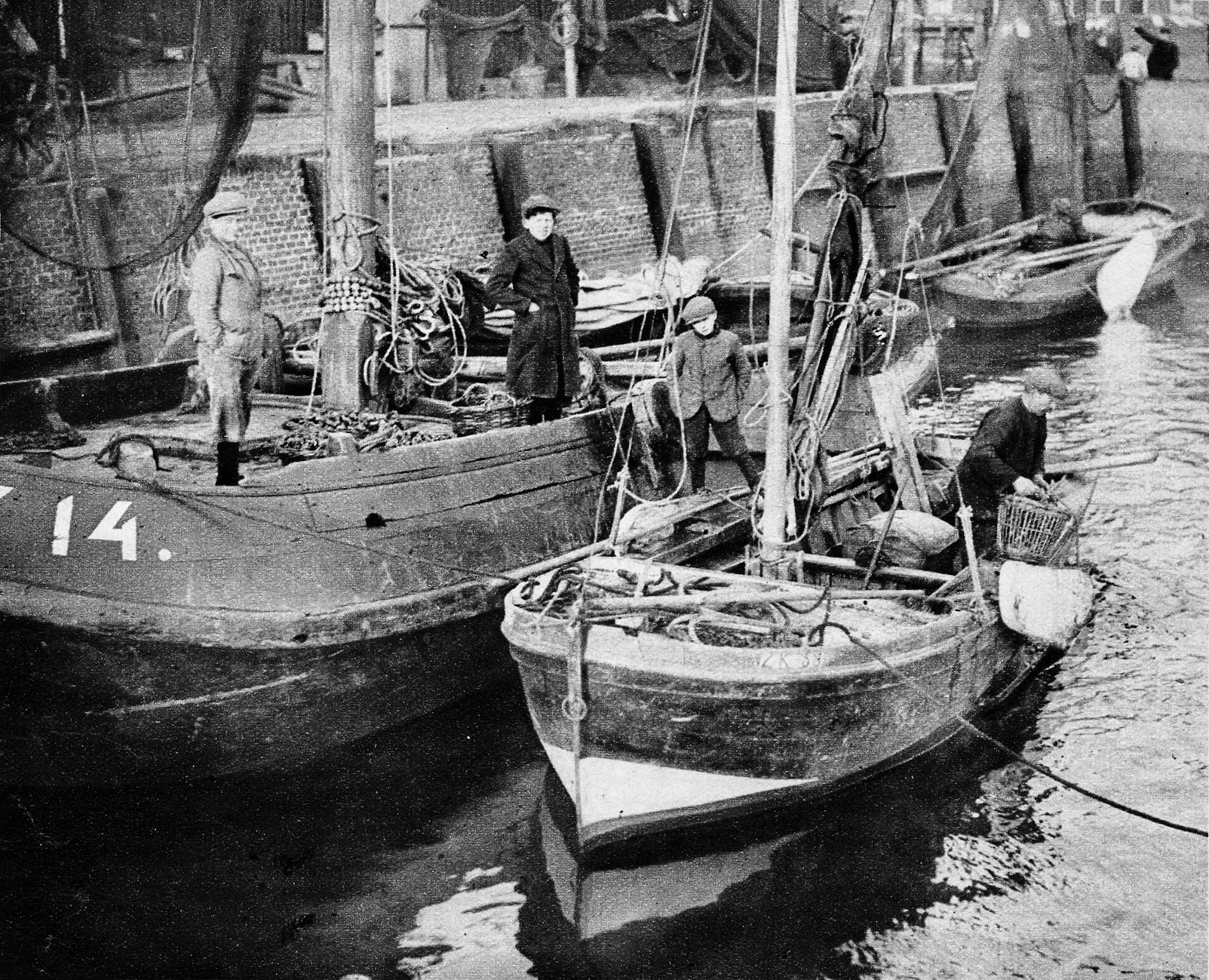
ZK 14 (links) in ihrem ursprünglichen Zustand, genutzt von Muschelfischern, im Hafen von Zoutkamp

An Bord der ZK 14 fand sich nach der Übernahme eine Vielzahl bauchiger Schnapskruken aus Ton, die in der Folge Luserkes Phantasie und seine Erzählkunst inspirierten. Die Kruken wurden in seinem Buch Obadjah und die ZK 14 verewigt und später in Meldorf in seinem Garten hinter dem Haus zur Begrenzung eines Beetes verwendet. Lautmalerisch könnten die Kruken zur Bezeichnung der an die See gebundenen Krake geführt haben, die Krake wiederum zum Namen des Bord-Wellensittichs „Karaki“ (sprachlich modifiziert von „Kraki“), dessen Name dann für das Beiboot der Krake genutzt wurde, nachdem der Wellensittich im Mai 1936 entflogen war. Eine Eintragung im Logbuch der Schule am Meer hingegen führt den Schiffsnamen Krake auf die an der Schule am Meer tätige Lehrerin Gertrud Kraker (* 9. August 1888 in Rheingönheim) zurück, die Luserke im Februar 1934 den Kaufpreis des Blazers vorgestreckt habe.
In seinen Werken bezeichnet Luserke das Schiff unterschiedlich,  mal als Krake, mal als ZK 14. Krake ist der von ihm selbst im Frühjahr 1934 festgelegte Name des Schiffs. In seinen Erzählungen und Logbüchern, die Luserkes real durchgeführte Fahrten und seine tatsächlichen bis mystifizierten Eindrücke behandeln, steht daher dieser Name im Vordergrund, teilweise auch in Verbindung mit dem Rufzeichen DGJC. Die Bezeichnung ZK 14 hingegen wird in seinem fiktionalen Werk zitiert. Dieses bezieht sich inhaltlich auf eine frühere Zeit, thematisiert es doch Obadjah als Schiffseigner, der sein Schiff nicht als Krake kennen konnte.
Die Schiffskennung ZK 14 wurde in Zoutkamp neu vergeben, sie ist noch heute registriert auf die Familie Bolt.

## Erlebnispädagogik

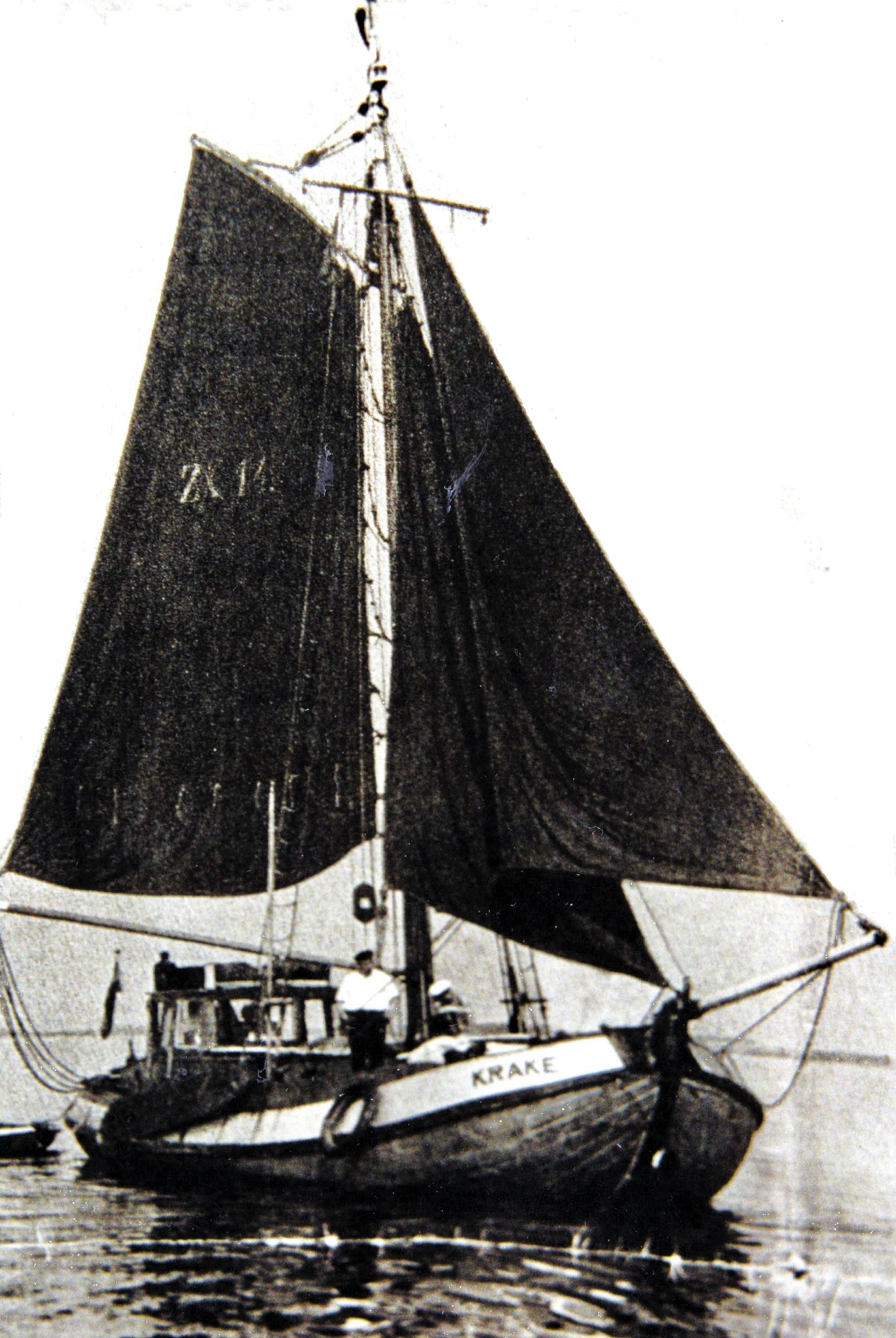
Dieter und Martin Luserke auf dem Vorschiff (Back) der Krake

Luserkes jüngster Sohn Dieter hatte seine Schulzeit mit der Schließung der reformpädagogischen Schule am Meer im Loog auf der ostfriesischen Insel Juist abgebrochen, nachdem er von seinem Vater befragt worden war, ob er ihn künftig auf See begleiten wolle. Der bereits vom schulischen Segeln begeisterte Sohn musste nicht lange überlegen. So konnte er endlich in den Genuss nahezu ungeteilter Aufmerksamkeit seines Vaters und Lehrers kommen, nachdem seine Mutter Annemarie (1878–1926), geborene Gerwien, sehr früh verstorben war. Sein Vater war ab 1925 Gründer und Leiter des renommierten musisch orientierten Landerziehungsheims gewesen und hatte sich zumeist rund um die Uhr mit den mehr als 90 Schülern und den vielfältigen Schulthemen befasst. Dessen Motto dort lautete: „Erziehung durch die See“ (siehe auch: Erlebnispädagogik).

„Eine solche erlebnisorientierte pädagogische Arbeit benötigt in unserer Zeit in der Tat ein Medium, das dafür besonders geeignet ist: Auf einem Segelschiff kann der Jugendliche das Abenteuer noch aus 'erster Hand' erleben, kann er feststellen, was wirklich in ihm steckt, wird er in einer Weise herausgefordert, wie es an Land und in unserer weitgehend betonierten, asphaltierten, pflegeleicht gehaltenen und flurbereinigten Zivilisation mit der gleichzeitig erzeugten Konsumhaltung des einzelnen kaum noch möglich ist – von gesetzlichen Einschränkungen der Erlebnismöglichkeiten ganz zu schweigen.
Die intensiven Erlebnisse an Bord und das in dem einzelnen Jugendlichen wachsende Bewußtsein, daß er sich ungewohnten und neuen Aufgaben stellen und in der zunehmenden Verantwortung bewähren kann, hat Auswirkungen auf seine Bereitschaft, sich in unsere Gesellschaft zu integrieren und sich in seinem Lebens- und Wirkungsfeld zu engagieren – beruflich und sozial.“

Luserkes Sohn Dieter segelte seit dem Alter von sechs Jahren mit den Jollenkreuzern der Schule am Meer rund um Juist. Er nutzte die wenigen Monate zwischen der vor dem Hintergrund der nationalsozialistischen „Gleichschaltung“ und des Antisemitismus erfolgten Schulschließung und der „Jungfernfahrt“ der optional motorgetriebenen Krake für ein handfestes Erlernen des Seemannsberufes. Dazu ging er an Bord des vor Juist liegenden 100-Tonnen-Motorseglers Ostfriesland. Nach dieser „Feuertaufe“ freute er sich über seine erste lange Hose.

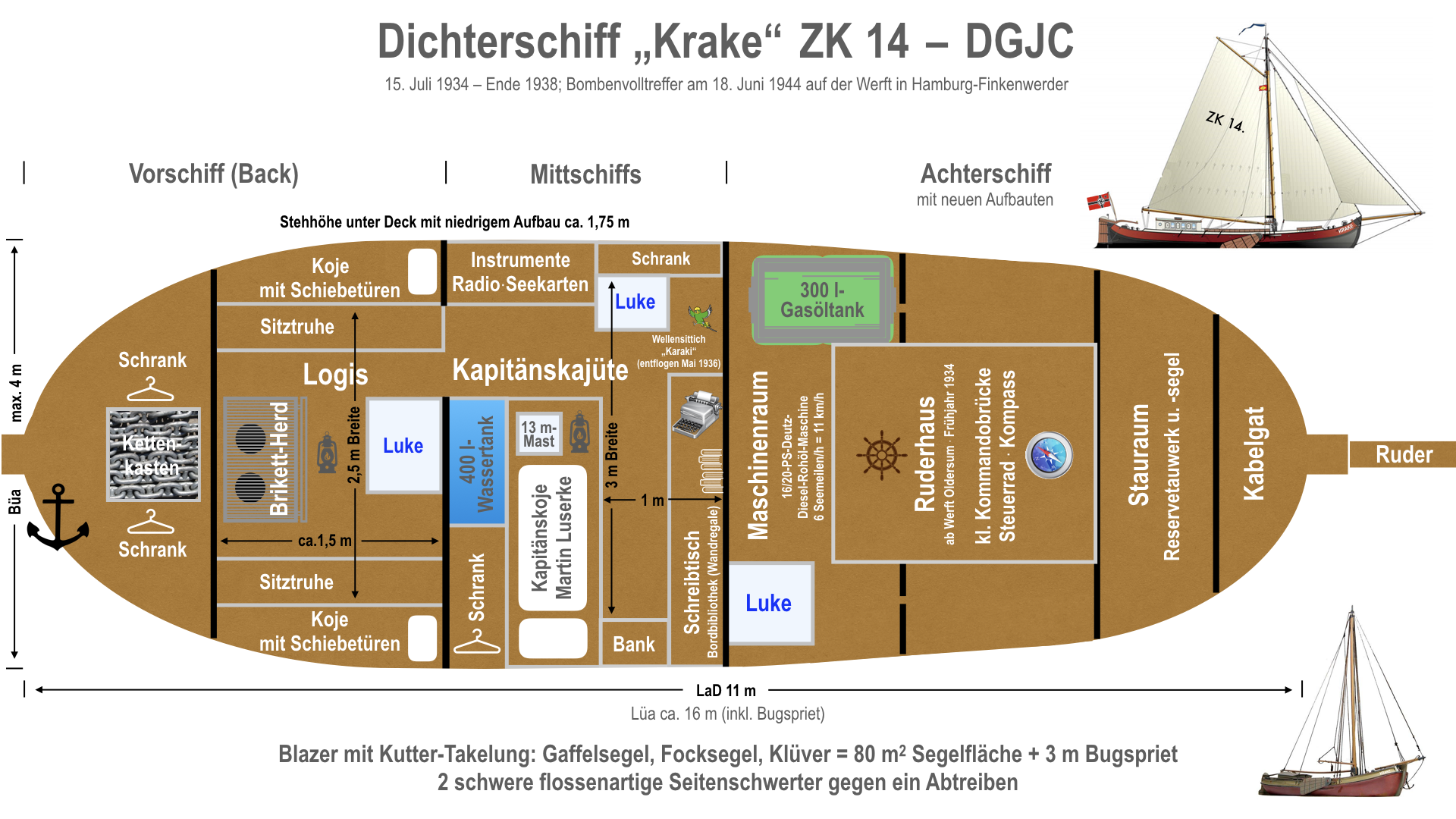
Grundriss der Krake nach einer Originalskizze von 1936/37

Martin Luserke öffnete seine Krake nach anfänglichem Zögern für eine temporäre Mitfahrt von Gästen, immer nach dem Prinzip „Hand gegen Koje“ (Mitfahrt gegen Mitarbeit). Sein mitfahrender Sohn Dieter konstatierte, dass es seinem Vater streckenweise schwerfiel, ohne die Lebendigkeit und Vielfältigkeit der ihn über Jahrzehnte umgebenden Schüler auszukommen. Martin Luserke vermisste sie, aber auch das von ihm maßgeblich betriebene schulische Laienspiel in der damals einzigen Theaterhalle einer deutschen Schule, der von ihm initiierten Bühnenhalle. Zu den ersten Mitfahrern auf der Krake zählten zwei patente Damen, die per Fahrrad auf großer Tour waren. Wie sich überraschend herausstellte, handelte es sich dabei um eine Baronesse aus dem Baltikum mit ihrer Freundin, die Ehefrau eines Rechtsanwaltes und bereits dreifache Mutter war.
In der Folge fuhren ehemalige Lehrerkollegen Luserkes, vor allem jedoch seine früheren Schüler der Freien Schulgemeinde Wickersdorf und der Schule am Meer, aber auch ihm bis dahin Unbekannte, während ihrer Schul- oder Semesterferien bzw. in ihrem Urlaub oder während ihres Landjahres auf der Krake mit, darunter beispielsweise Martin Kießig, Heddy Weerth, die S.a.M.-Lehrerin Erne Wehnert (1900–1985) und Beate Köstlin, die ausweislich ihrer Autobiographie Luserke als ihren Lieblingslehrer schätzte. Luserke verfolgte dabei u. a. pädagogische Interessen, nutzte die Gelegenheiten jedoch stets für seinen erzählerischen Vortrag oder Lesungen aus seinen Werken.

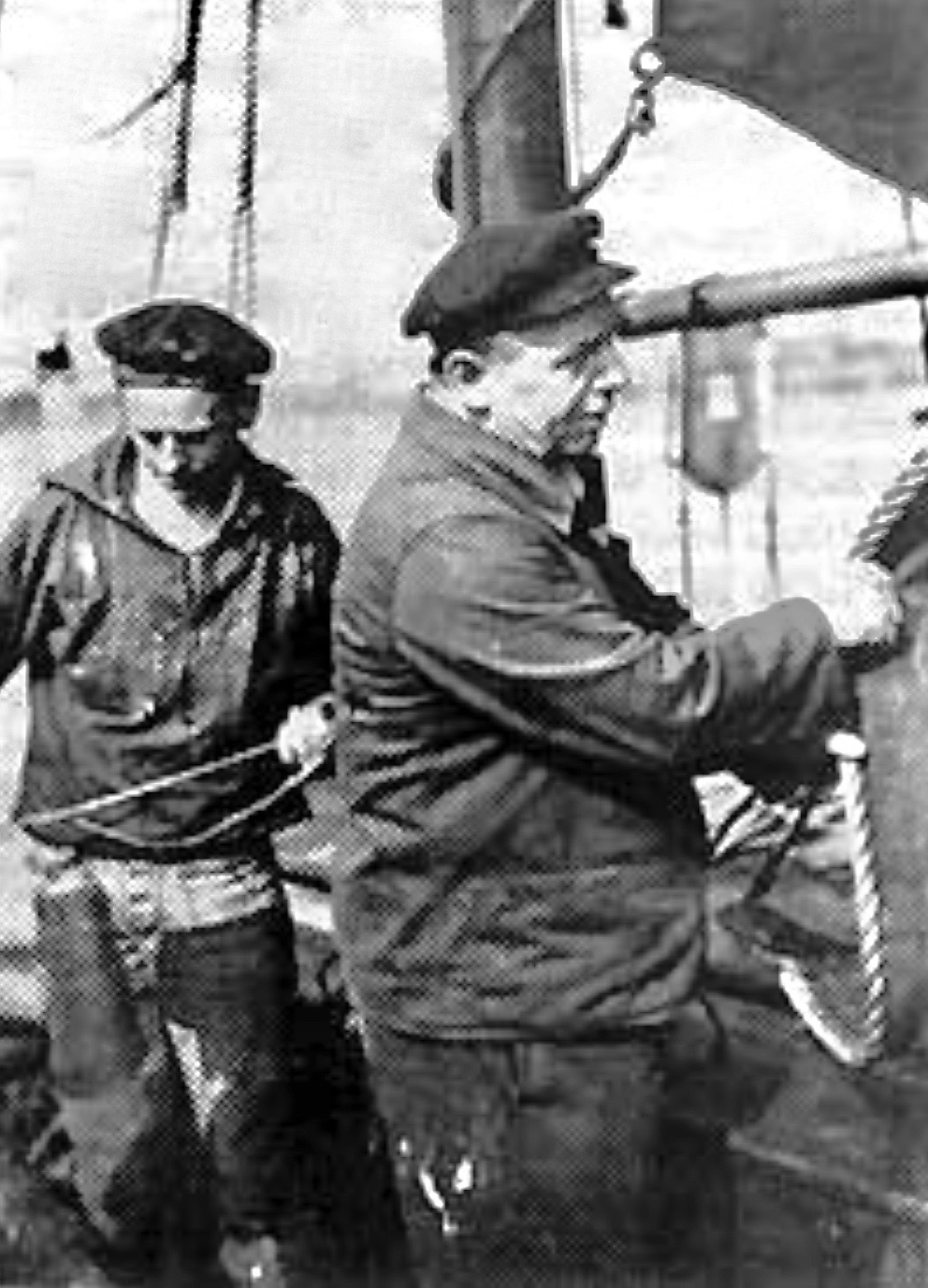
Dieter und Martin Luserke an Bord der Krake

„Auf den Fahrten muß jeder bei der Arbeit helfen. Da kommt man als Binnenländer auf ein Schiff und muß alle Arbeit lernen, die es hier gibt. Man schämt sich, weil man sich oft genug ungeschickt anstellt; auch dauert es eine Weile, bis man den Seemanns-Wortschatz wenigstens so einigermaßen beherrscht. Man lernt Segelsetzen, Steuern (nach Tonnen, Kompaß und Karte), und man lernt als Dienstjüngster an Bord allabendlich den ‚Posteimer‘ im Stauraum auf der Leeseite über Bord zu kippen. Das ist nicht weiter schwer, riecht aber nicht gut. […] Das Schönste aber waren die Erzählabende an Bord. Wir hatten viele Jugendliche zu Besuch, meist aus dem Landjahr. Bis zu sechzehn Mann saßen wir in der engen, abendfinsteren Kajüte. Oben, zur offenen Deckluke, schauten die Sterne herein, und der Mast schwankte hin und her. Da war die rechte Stimmung für Luserkes berühmte Gespenster- und Spukgeschichten! […] Manchmal […] erzählte Luserke Geschichten aus der Vergangenheit des Schiffes, als der alte, pfiffige und versoffene Obadjah noch auf ihr fuhr und seltsame, tolle Abenteuer auf ihr erlebte. Da war einmal der Teufel unter der ‚ZK 14‘ und mußte das Schiff auf seinem breiten Buckel tragen, als es in Treibsand geraten war und zu versacken drohte. Von damals rührt es her, daß der flache Boden der ‚ZK 14‘ noch heute so schwarz und blank und wie verkohlt ist. Ich habe es selber gesehen, als wir einmal im Watt trocken gefallen waren und das ganze schwerbauchige Schiff frei auf dem Sand lag…“

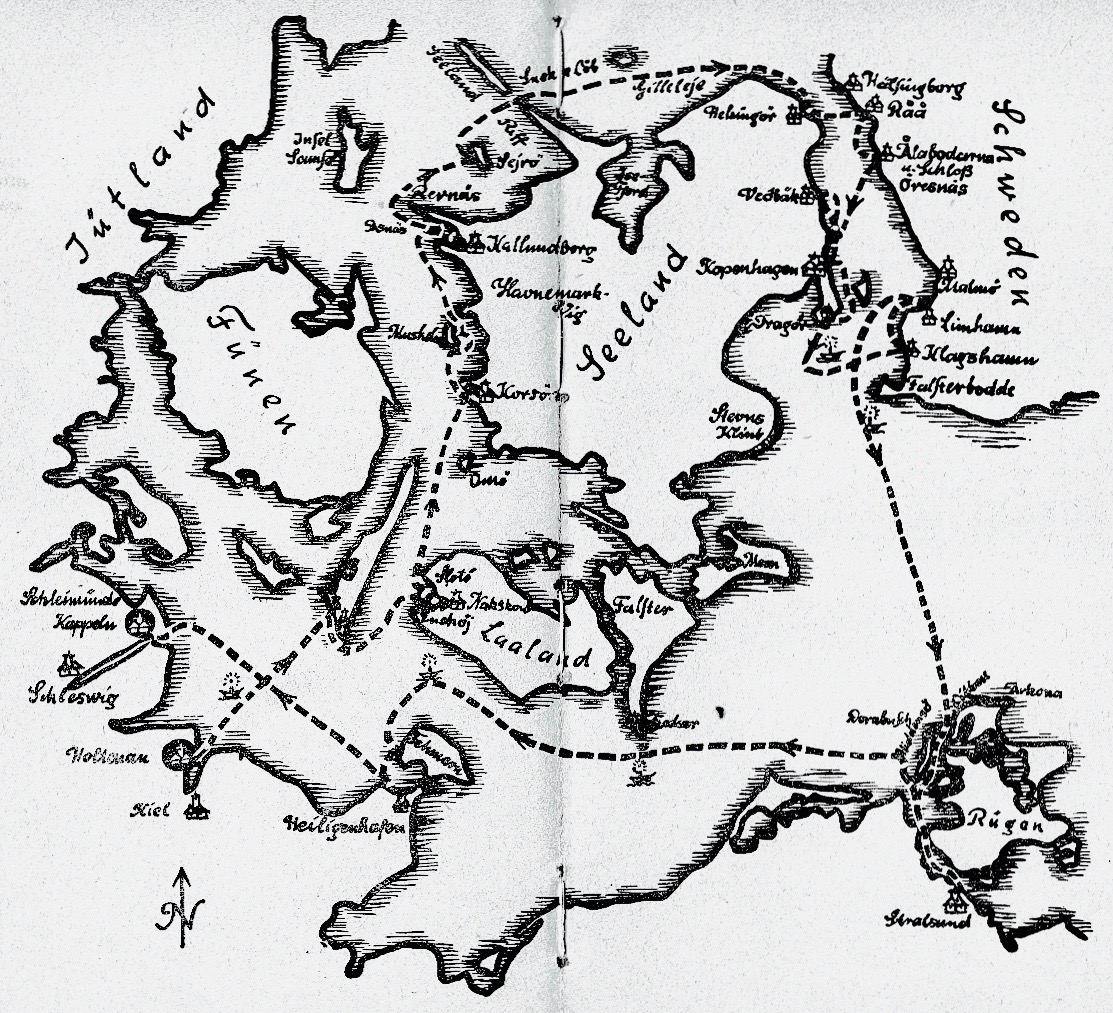
Luserkes Segeltörn 1936 (4. Dänemark-Fahrt) von Kiel-Holtenau rund um Seeland (Kopenhagen), Hiddensee, Rügen, Stralsund, Fehmarn, Heiligenhafen nach Kappeln

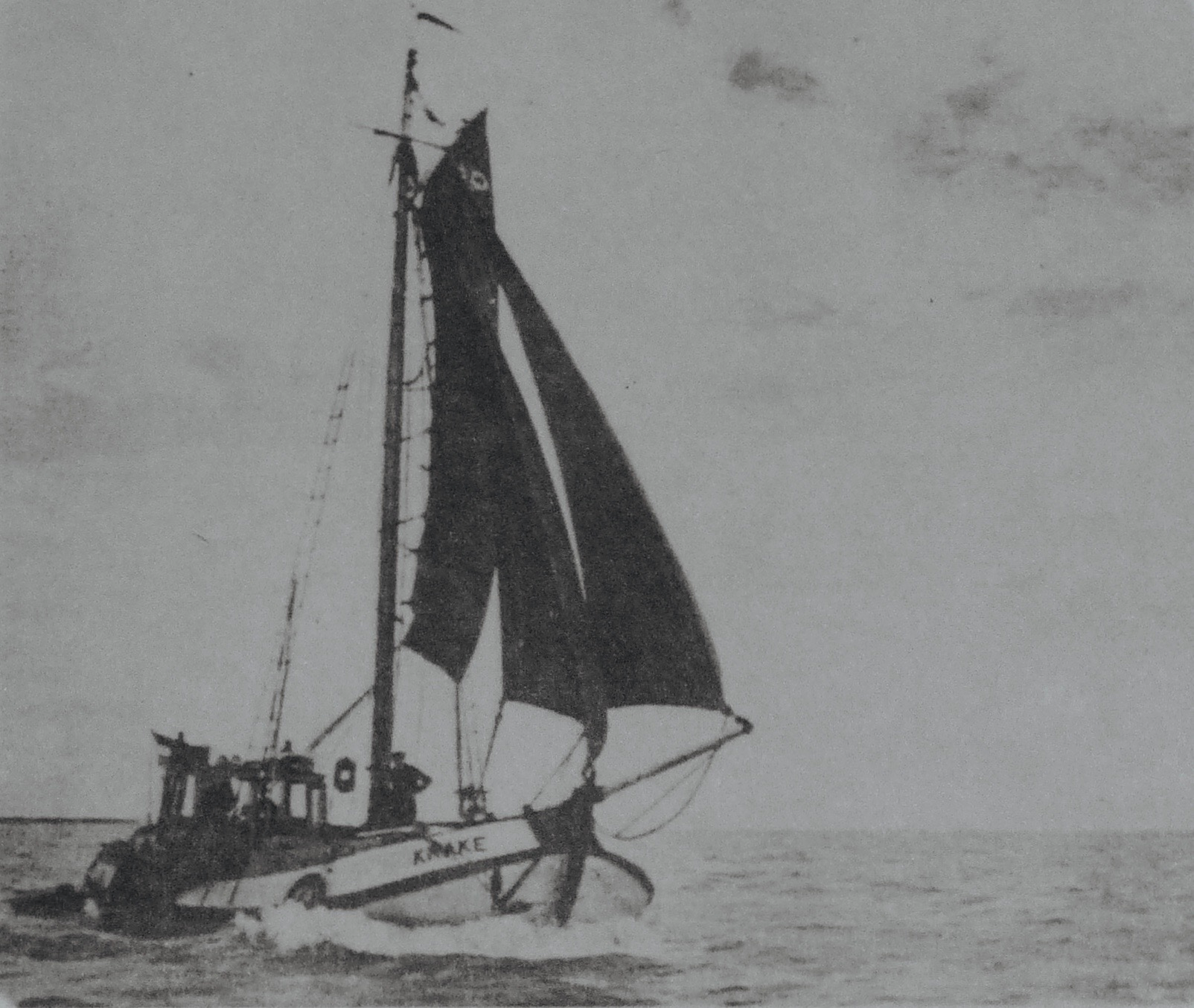
Krake mit Martin Luserke in voller Fahrt

Die Krake war in vielen Häfen der Niederlande, Deutschlands, Dänemarks, im Süden Norwegens und Schwedens bestens bekannt. Sie fiel dort als Unikum auf, weil sie von Luserke nicht als Fischerei- oder Frachtschiff genutzt wurde. Das war damals für ein Schiff dieser Art äußerst ungewöhnlich, fast luxuriös. Luserke wurde nicht selten als „alter Kapitän“ angesehen, worüber sich dieser freute, da es seine Person umso mehr mit der Krake und der See zu verschmelzen schien.
Die schwimmende Dichterwerkstatt zog die Menschen an; viele wollten an Bord den phantastischen und abenteuerlichen Geschichten des Barden Luserke zuhören oder eine Teilstrecke mitfahren. Diese und die Hafenmeister und Zollbeamten, welche die Krake dienstlich inspizierten, nahmen die Gelegenheit wahr, sich in Luserkes Kajüte neugierig und ausgiebig umzuschauen. Deren Innenwände waren nicht ganz alltäglich dekoriert: Eine Vielzahl teils skurriler bis absonderlicher Schnitzereien, die Luserke während seiner Kriegsgefangenschaft in Frankreich gefertigt hatte, zog die Blicke auf sich. Diese figürlichen bis symbolhaften Darstellungen regten nicht nur Luserkes sprudelnde dichterische Kreativität an, sondern auch die Vorstellungskraft und Phantasie der Zuhörer seiner Erzählungen und Lesungen. Zusätzlich wurde diese durch den Wellenschlag gegen den Schiffsrumpf inspiriert, den durch die Kajütenluke sichtbaren nächtlichen Sternenhimmel, von Fall zu Fall auch durch prasselnden Regen, Schneefall oder pfeifenden Sturm bzw. kalte Witterung, den dann Hitze abstrahlenden Herd, heißen Tee und die Laute seines als „schüchtern“ beschriebenen Wellensittichs „Karaki“. Dieser erfreute sich allseits großer Beliebtheit. Luserke wusste solche Bedingungen erzählerisch zu nutzen; nicht umsonst beschrieb ihn sein Literatenkollege Carl Zuckmayer als „von beträchtlicher Phantasie“. Luserke verfüge über Eigenwilligkeit, Fähigkeit und Niveau sowie eine enorme Begabung „im Artistischen, besonders Theatralischen“. Luserke erzählte stets aus dem Stegreif und brachte die Geschichten erst später zu Papier, nachdem sie auf eine positive Resonanz seiner Zuhörer gestoßen waren.

## DieKrakein Luserkes Wahrnehmung

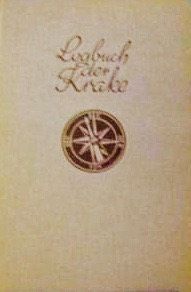
Logbuch der Krake, 1937 erstmals erschienen

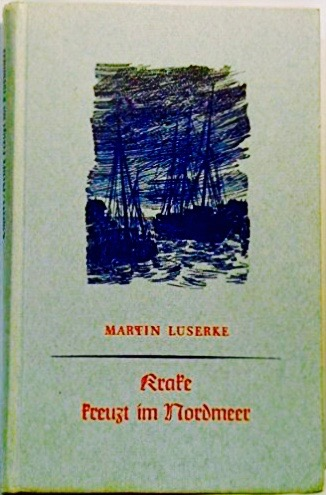
Krake kreuzt im Nordmeer, 1937 erstmals publiziert

Für Luserke bildete die Krake den Höhepunkt eines seiner Kindheitsträume, den, zur See zu fahren. Dort, an der Küste des von ihm apostrophierten Nordlandes, sah er seinen gewünschten Lebensmittelpunkt. Folgerichtig floss die Krake in seine literarischen Werke ein, mit denen er vor allem in den 1930er und 1940er Jahren große Erfolge verzeichnete.
Bemerkenswert ist, dass der auf jüdische Wurzeln zurückführende Name seiner Figur des Obadjah (hebr. עובדיה) während der NS-Zeit zu literarischem Erfolg führen konnte. Offenbar hatten sowohl der Verlag als auch die Reichsschrifttumskammer (RSK) versäumt, zur Herkunft dieses Namens zu recherchieren, und wurden wohl auch nicht von denunziatorisch aktiven Dritten darauf aufmerksam gemacht. Obadjah (auch: Owadjah) war der Palastvorsteher bzw. Hofmeister des Königs Ahab von Israel. Obadjah ist auch eine solistische Tenor-Singrolle in Felix Mendelssohn Bartholdys Oratorium Elias op. 70 (MWV A 25), so dass jedem Nationalsozialisten mit Bezug zur klassischen Musik oder zur Bibel der jüdische Bezug des Namens hätte auffallen können.
Luserke nutzte dessen Namen für den fiktiven früheren Schiffseigner der Krake. Er verinnerlichte seine realen Erlebnisse und Eindrücke rund um die Krake nachhaltig und brachte sie in seinem Werk plastisch zum Ausdruck, wobei seine Naturnähe und die Zuneigung zur See immer wieder deutlich werden:

„Das große Erlebnis war vorhin an Deck. Eine Stunde habe ich atemlos gegafft, bis mir einfiel, auch Dieter zu holen. Der Vollmond stand sehr niedrig, und das Gewölk war unter dem kälteren Wind zu massigen Dunstgebilden geworden. Und da sah ich im Süden, wo sich eine große Sandbank, 'das Nordland', unter dem Wasser streckt, diese Stunde lang zum Erschrecken leibhaftig hier am Rand der Welt die Mondburg auf dem Nordland. Erst erhoben sich dort nur schattenlose Wolkenfelsen. Im ganzen Süden stand der Dunst noch dick gemauert vom Wasser empor; der Nordwest hatte sich gerade erst darüber hergeworfen. Wo die schiefe Mondbeleuchtung einfiel, ragten die Felsen unheimlich dicht und weiß wie hundert Meter hohe Eisberge. Hoch von oben gossen sich Lawinen über die Hänge. – Das Ganze war so unheimlich nahe beim Schiff, daß man den Kopf in den Nacken legen mußte, und der Sturz auf unser Deck herabzukommen schien. Unser Mast aber schwankte unter einem Himmel, der erst endlos hoch durch eine zweite Wolkendecke abgeschlossen wurde. Mann, was schwankt der Kahn! Gerade ist wieder eine Boe zu Gange, die orgelt richtigt in unserem Takelwerk. Es ist doch schon zwei Stunden nach Hochwasser und könnte längst ruhiger sein.
Also, wie ich oben ganz benommen auf dieses Nebelbild von Eisberg starrte, da kam plötzlich wie ein Schlag das Bewußtsein: dies Ganze bewegt sich ja! Die weißen Felsen verschoben sich bannend langsam; jetzt rückte ein ungeheurer, finsterer Klotz heran. So wie ich in Norwegen die Felsen steil aus dem Wasser hoch und immer höher steigen sah, bis es einem beim Hinaufschauen schwindelte, weil das Gestein sich herabzukippen schien, so riesenmäßig war dieser Wolkenberg auf dem Nordland. Seine Flanken waren von Schächten zerklüftet, in die das Mondlicht eindrang. Und langsam bildeten sich in der fortschreitenden Veränderung Fensterhöhlen und offene Wölbungen, die ins Innerste des Riesenklotzes führten, und ganz in seiner Tiefe wurde schließlich ein rötliches Gewusel von Gestalten sichtbar. Dazu das Gebrause von Wind und Wasser und die seltsamen Stimmen, die man im Sturm plötzlich rufen hörte. Peng, da schlug wieder eine See draußen gegen unseren Bug, daß der Gischt schwer übers Vorschiff prasselte. Das Schiff hatte nicht aufgepaßt. Im allgemeinen nimmt 'Krake' die See prächtig. Schwenkt sich drüber und wischt sich das Hinterteil daran… Seit ich die Mondburg gesehen habe, ist irgend etwas im ganzen hier verändert. Bestätigung eingetroffen. Danke, Obadjah!“

Insgesamt betrachtete sich Luserke auf der Spur der Wikinger, wobei er ganz bewusst ein Plattbodenschiff gewählt hatte. Neben den praktischen Vorteilen in flachen Küstengewässern bot es ihm den Eindruck, auf ganz ähnlicher Sichthöhe wie die Wikinger die See und die Küste zu erkunden.